# 菩提流支
菩提流支（ぼだいるし、梵: बॊधिरुचि, bodhiruci）は、北インド出身の訳経僧。「菩提留支」とも表記する。北魏の都、洛陽で訳経に従事。大乗の経論を30部余り翻訳する。また漢訳して「道希」とも呼ばれる。

## 主な漢訳経論
- 『金剛般若波羅蜜経』 1巻
- 『不増不減経』 1巻、小部の経典だが、如来蔵思想の展開に寄与
- 『入楞伽経』 10巻
- 『深密解脱経』 5巻
- 『十地経論』 12巻　天親造
  - 注解『新国訳大蔵経　釈経論部 16』 『同 17』（大竹晋校註、大蔵出版、2005－06年）
- 『無量寿経優婆提舎願生偈』（『浄土論』） 1巻 - 婆薮槃豆（天親）造
- 『妙法蓮華経優波提舎』（『法華経論』） 2巻 - 曇林らと共訳

## 後世への影響
- 彼の渡来・翻訳は、当時インドで起こっていた唯識系の大乗仏教の動向を中国に紹介し、後世に大きな影響を与えることになった。
- 『十地経論』の翻訳によって、地論宗ができる。
- 『浄土論』は、曇鸞が『浄土論註』（『往生論註』）を撰述し、中国浄土教を体系付けることとなる。